# Best Thing I Never Had
Best Thing I Never Had è un singolo della cantante statunitense Beyoncé, pubblicato il 1º giugno 2011 come terzo estratto dal quarto album in studio 4 .

## Descrizione
Composto da Babyface insieme a Beyoncé stessa, il brano è stato prodotto da Symbolyc One.
La copertina del singolo mostra "una Beyoncé molto bionda con un vestito che si guarda allo specchio e scrive 'King B' sullo stesso con un rossetto rosso".
Il brano ha ricevuto prevalentemente critiche positive.

## Video musicale
Il videoclip è stato diretto da Diane Martel e filmato il 15 giugno 2011 nella Contea di Westchester e il 16 giugno 2011 a Fort Greene, a Brooklyn.

## Tracce
1. Best Thing I Never Had – 4:13

## Classifiche

### Classifiche settimanali
| Classifica (2011) | Posizione massima |
| ----------------- | ----------------- |
| Australia         | 17                |
| Austria           | 39                |
| Belgio (Fiandre)  | 50                |
| Canada            | 37                |
| Danimarca         | 24                |
| Francia           | 61                |
| Germania          | 32                |
| Irlanda           | 2                 |
| Italia            | 43                |
| Nuova Zelanda     | 5                 |
| Paesi Bassi       | 37                |
| Polonia           | 2                 |
| Regno Unito       | 3                 |
| Repubblica Ceca   | 29                |
| Slovacchia        | 2                 |
| Spagna            | 46                |
| Stati Uniti       | 16                |
| Svezia            | 44                |
| Svizzera          | 35                |

### Classifiche di fine anno
| Classifica (2011) | Posizione |
| ----------------- | --------- |
| Australia         | 90        |
| Stati Uniti       | 86        |